# Castillo de Carrigafoyle
El castillo de Carrigafoyle (en inglés Carrigafoyle Castle) está situado en el estuario del Río Shannon al oeste de Ballylongford en el condado de Kerry en Irlanda. Su nombre provien de su situación en una roca saliente que crea una pequeña bahía que en gaélico se denominaba Carraig an Phoill (roca del agujero).
El castillo fue construido por Conor Liath O'Connor-Kerry del clan de los O'Connor en la década de 1490 y estaba considerado uno de los castillo más fuerte de Irlanda. Poseía un gran torreón del que se conservan las ruinas y un patio amurallado que también se conserva, siendo estas las dos únicas partes que se conservan.
El castillo fue seriamente dañado en la batalla del castillo de Carrigafoyle en 1580 durante las rebeliones de Desmond, no siendo restaurado después.